# ماتياس دي لوس سانتوس
ماتياس دي لوس سانتوس (بالإسبانية: Matías de los Santos) هو لاعب كرة قدم أوروغواياني، ولد في 22 نوفمبر 1992 في سالتو في الأوروغواي. لعب مع نادي دانوبيو.

## وصلات خارجية
- ماتياس دي لوس سانتوس على موقع قاعدة بيانات كرة القدم.إي يو (الإنجليزية)
- ماتياس دي لوس سانتوس على موقع Soccerway.com (الإنجليزية)
- ماتياس دي لوس سانتوس على موقع عالم كرة القدم.نت (الإنجليزية)
- ماتياس دي لوس سانتوس على موقع AS.com (الإسبانية)